# Negar Naseh
Negar Naseh, född den 1 maj 1984 i Uppsala, är en svensk författare och läkare.
År 2022 tilldelades hon Samfundet De Nios Julpris.

## Biografi
Föräldrarna kom till Sverige som gäststudenter från Iran 1976, och Naseh är född i Sverige. Hon arbetar som läkare och vidareutbildar sig (2022) till barn- och ungdomspsykiater. Hon debuterade som författare 2014 med Under all denna vinter som blev nominerad till Borås Tidnings debutantpris.
År 2022 gav hon ut En handfull vind. Boken är tillägnad de tusentals politiska fångar som dödades i massavrättningarna 1988. DN:s Anna Hallberg skrev i sin recension att boken är ”en storslagen roman, full av kärlek till det persiska språket och det iranska kulturlandskapet, men också en sorgeakt och en uppgörelse med Irans blodiga historia”.
År 2023 utgavs spänningsromanen En bondes död. Den är skriven av Naseh tillsammans med maken och musikern David Sandström. Handlingen utspelar sig i Västerbotten där huvudrollen innehas av en egensinnig medelålders kvinna, utredare Marita Widmark. Den anges skildra glesbygdens hemligheter och mänskliga skönhet.